# Tomasz Reginek
Tomasz Reginek (Thomas Reginek) (ur. 7 maja 1887 w Dobrzeniu Wielkim koło Opola, zm. 27 stycznia 1974 w Oleśnie) – polski ksiądz katolicki, polityk, publicysta, współzałożyciel i pierwszy sekretarz generalny Związku Górnoślązaków-Bund der Oberschlesier w 1919, polski działacz plebiscytowy w latach (1920–1921), poseł Sejmu Śląskiego od 1922, proboszcz w Rybniku od 1923.

## Młodość
Uczęszczał do szkoły ludowej w Dobrzeniu Wielkim. Wkrótce po przyjęciu pierwszej komunii, rodzice oddali go pod opiekę starszego brata Jana Reginka, z którym wyjechał do Prudnika, gdzie zdał egzamin do 2 klasy gimnazjum. Po jego ukończeniu kontynuował edukację w konwikcie dla gimnazjalistów-kandydatów na kapłanów w Bytomiu. W latach 1909–1913 studiował teologię na Uniwersytecie Wrocławskim, gdzie w 1912 przygotował dysertację doktorską pt. Życiowe elementy ewolucji kultury europejskiej, w której wbrew autorom niemieckim, przewidywał przyszłe odrodzenie się państw słowiańskich w Europie Środkowej i przejęcie przez nie kierowniczej roli w tej części Europy. Tematyka tej pracy była jednak na tyle kontrowersyjna, iż doktorant za radą swego profesora teologii Laemmera, wycofał jej obronę. W 1913 związał się z obozem Adama Napieralskiego – przywódcy umiarkowanych górnośląskich Polaków tzw. katolikowców, powiązanych z partią Centrum (Zentrum). Gdy Wojciech Korfanty na łamach organu prasowego obozu polskiego „Górnoślązak”, wydawanego w Poznaniu, agitował „najpierw jesteście Polakami, potem Ślązakami”, na łamach „Katolika” centrowcy odpowiedzieli: „My Górnoślązacy jesteśmy Górnoślązakami, a nie Polakami, bo Polak to nazwa przywiązana do historycznego rozwoju w państwie polskim, a myśmy Górnoślązacy w tym rozwoju udziału nie brali”. Przez pewien czas Tomasz Reginek pracował również w Krakowie. Po przyjęciu święceń kapłańskich w czerwcu 1914 ks. Tomasz Reginek został wikarym parafii św. Rocha w rodzinnej miejscowości. Podczas I wojny światowej był kapelanem obozu jenieckiego w Szczecinie na Pomorzu, a następnie wikarym w Chociebużu na Łużycach Dolnych, po czym wrócił na ojczysty Górny Śląsk do parafii Mikulczyce (dziś dzielnica Zabrza), a zamieszkał ponownie w Bytomiu.

## Działalność niepodległościowa
I wojna światowa doprowadziła do wrzenia rewolucyjnego, którego efektem był upadek władających Rzeszą Niemiecką i Monarchią Austro-Węgierską dynastii Hohenzollernów i Habsburgów oraz klęska obydwu państw w tej wojnie. Powstałe w wyniku traktatu pokojowego nowe państwa Rzeczpospolita Polska i Republika Czechosłowacji podniosły kwestię roszczeń terytorialnych do części ziem śląskich. Górnośląscy liderzy partii Centrum opowiedzieli się wówczas za autonomią Górnego Śląska w ramach Rzeszy Niemieckiej. Natomiast bracia Reginkowie, idąc za przykładem Józefa Kożdonia, postanowili wykorzystać nieokreśloną przyszłą przynależność polityczną Górnego Śląska i doprowadzić swą ojczyznę do niepodległości. Wspólnie z dr Ewaldem Lataczem z Wodzisławia 27 listopada 1918 utworzyli w Rybniku tajny Komitet Górnośląski (Oberschlesische Komitee), który domagał się więc od Polski, Czechosłowacji i Niemiec przyznania Górnemu Śląskowi „samodzielnego stanowiska politycznego” i zagwarantowanie neutralności na wzór Szwajcarii i Belgii. Dzień wcześniej Ewald Latacz zorganizował w Katowicach spotkanie braci Reginków z przedstawicielami górnośląskich przemysłowców, popierających ideę niepodległości Górnego Śląska. Byli to najprawdopodobniej Pieler i Werner – dyrektorzy generalni zakładów Donnersmarcków i Schaffgotschów, co wskazuje na poparcie dla tej idei właścicieli tychże przedsiębiorstw, przedstawicieli śląskiej arystokracji. 
2 grudnia bracia ks. Tomasz i Jan Reginkowie oraz Ewald Latacz udali się do Pragi. Dla pozyskania protekcji tamtejszych polityków dla idei niepodległości Górnego Śląska, liderzy Komitetu Górnośląskiego (Oberschlesisches Komitee) złożyli propozycję wymiany handlowej górnośląskiego węgla w zamian za czeską żywność. Praskie władze zachowały postawę wyczekującą, deklarując poparcie wyłącznie w przypadku, gdy ideę tę zaakceptują państwa Ententy. W wydanej 5 grudnia 1918 przez Komitet na rzecz ustanowienia górnośląskiego wolnego państwa w Katowicach (Komitee zur Vorbereitung oberschlesisches Freistaat in Kattowitz), anonimowej niemieckojęzycznej broszurze zatytułowanej Oberschlesien – ein Selbständiger Freistaat (Górny Śląsk – samodzielne wolne państwo), której autorem był najprawdopodobniej ks. Tomasz Reginek, Komitet Górnośląski (Oberschlesische Komitee) apelował do Ślązaków o przejęcie kierownictwa w sprawach politycznych, gospodarczych i socjalnych oraz utworzenie samodzielnego państwa na wzór Szwajcarii, w którym wszystkie grupy językowe byłyby równouprawnione. Przewidywał również, że wcielenie Górnego Śląska do Polski oznaczałoby jego ruinę gospodarczą, gdyż państwo to widziało w nim jedynie „źródło podatków i dochodów”, a jego mieszkańcy byliby traktowani jako „obywatele drugiej kategorii” przez odgrywających główną rolę w administracji urzędników z Królestwa Polskiego i Galicji. Jedynym rozwiązaniem było więc stworzenie „równoprawnego Państwa Górnośląskiego”. 
W połowie grudnia ks. Tomasz Reginek przebywał w Poznaniu, gdzie starał się przekonać do poparcia idei niepodległości Górnego Śląska wpływowego polityka polskiego – bytomskiego adwokata Kazimierza Czaplę – członka Naczelnej Rady Ludowej. Prawdopodobnie sugerował mu wówczas możliwość powołania w przyszłości polsko-górnośląskiego państwa federacyjnego. Źródła opisujące to wydarzenie nie podają konkretnie nazwiska ks. Reginka, lecz jedynie on może się kryć za postacią „polskiego księdza z Górnego Śląska”, który szukał poparcia dla idei niepodległego państwa górnośląskiego. Równolegle 19 i 20 grudnia Komitet Górnośląski (Oberschlesische Komitee) rozpowszechnił dwujęzyczną ulotkę Aufruf zur Gründung eines selbständigen Freistaates Oberschlesien (Odezwa do utworzenia samodzielnego wolnego Państwa Górnośląskiego), propagującą ideę niepodległej Republiki Górnośląskiej, jako dodatek do centrowych pism "Oberschlesische Kurier" w Królewskiej Hucie oraz "Oberschlesische Zeitung" w Bytomiu drukowanych przez wydawnictwo, należące do jego członków braci Wenske. Autorem tej ulotki był najprawdopodobniej również ks. Tomasz Reginek, co tłumaczy określenie tam Polaków, jako „współziomków” (w wersji niemieckiej) lub „rodaków zza granicy” (w wersji polskiej). Adresaci ulotki, czytający w języku niemieckim byli informowani, że jako „wierzący” katolicy, mówiący po śląsku, powinni odseparować się od zlaicyzowanych pruskich protestantów i jednocześnie nie przyłączać do wyśmiewających mowę śląską „współziomków” z powstającej Polski, pod rządami socjalisty Piłsudskiego. Natomiast polskojęzyczni czytelnicy, jako nie tylko „wierzący lud górnośląski”, lecz już wręcz odrębny „Naród Górnośląski” mieli uwolnić się od hakatystycznych Prusaków i równocześnie nie przyłączać do „rodaków” zza granicy, wyśmiewających górnośląską „polszczyznę”. Cechą wspólną obydwu wersji, o nieco zmodyfikowanej argumentacji, były agitacja na rzecz niepodległego państwa górnośląskiego na wzór Szwajcarii. Ks. Tomasz Reginek, sam będący zdeklarowanym Górnoślązakiem-Polakiem, rozumiejąc, iż wielu Górnoślązaków uważa się za naród odrębny od Polaków i Niemców, wykorzystał to jako argument propagandowy wobec swych krajan. 30 grudnia 1918 odbyła się we Wrocławiu konferencja dotycząca sytuacji na Górnym Śląsku. Wysłuchano tam wystąpień trójki rzeczników niepodległości Górnego Śląska: Ewalda Latacza, ks. Tomasza (Thomasa) Reginka i dyrektora generalnego zakładów Schaffgotscha – Wernera. Ks. Tomasz Reginek przedstawił antyniemieckie nastroje ludności górnośląskiej i jej dążenia separatystyczne, które mogą zostać wykorzystane przez radykalny obóz narodowo-polski. 
W styczniu 1919 liderzy rybnickiego Komitetu Górnośląskiego (Oberschlesische Komitee): Ewald Latacz oraz bracia dr Jan Reginek i ks. Tomasz Reginek utworzyli w Bytomiu – ponadpartyjny Związek Górnoślązaków – Bund der Oberschlesier, skupiający działaczy KVP, SPD, obozu „Katolika” i bezpartyjnych, działających na rzecz niepodległości Górnego Śląska. Sekretarz generalny tej organizacji ks. Tomasz Reginek pisał, że niektórzy przywódcy polscy i przedstawiciele prasy nie mogli poprzeć Związku Górnoślązaków-Bund der Oberschlesier, gdyż dążyli do połączenia Górnego Śląska z Polską, natomiast inni czekali na rozwój wypadków. Mimo że postulat utworzenia niepodległej Republiki Górnośląskiej, został umieszczony w statucie organizacji warunkowo ("w przypadku odłączenia Górnego Śląska od Rzeszy Niemieckiej przez konferencję pokojową"), zgodnie z rozporządzeniem prezydenta Rejencji Opolskiej z 31 grudnia 1918, został on uznany przez władze niemieckie za zdradę stanu. Niemcy zawiesili działalność Związku Górnoślązaków-Bund der Oberschlesier i dokonali aresztowań wśród jego członków. Ks. Tomasz Reginek uratował się ucieczką przez Wrocław, Bralin do Poznania, skąd już z polskim paszportem udał się do Berlina na rozmowę z Korfantym, a następnie do Paryża, gdzie znalazł się pod wpływem polskich narodowców z Romanem Dmowskim na czele, mogąc bezpośrednio poznać stanowcze poparcie Francuzów dla roszczeń ich sojuszników – Polski i Czechosłowacji wobec Śląska.

## Działalność w obozie polskim
W tej sytuacji ks. Tomasz Reginek przekonany przez polskich narodowców o nierealności idei górnośląskiej niepodległości, poparł wizję autonomii w granicach Polski, gwarantowanej przygotowywanym Statutem Organicznym, w październiku 1919 przeszedł do obozu Wojciecha Korfantego, jednocześnie rezygnując z przywództwa i członkostwa w Związku Górnoślązaków – Bund der Oberschlesier, na którego czele stanął następnie Ewald Latacz. Po powrocie na Górny Śląsk ks. Tomasz Reginek został wikarym w największej górnośląskiej Parafii Św. Jadwigi w Królewskiej Hucie, liczącej 40 tys. wiernych. Z powodu jego działalności w obozie polskim przełożeni diecezji wrocławskiej postanowili przychylić się do życzeń przedstawicieli administracji terenowej i usunąć go z parafii, lecz wskutek zdecydowanego protestu parafian, po tygodniu odwołali swą decyzję. W styczniu 1920 ks. Tomasz Reginek napisał w Królewskiej Hucie niemieckojęzyczną broszurę zatytułowaną Die Oberschlesische Frage. Ein Beitrag zu ihrer Geschichte und Lösung (Kwestia Górnośląska. Przyczynek do jej historii i rozwiązania), wydaną następnie w Katowicach. Powoływał się tam na treści zawarte wcześniej w anonimowej broszurze Górny Śląsk – samoistne wolne państwo oraz na statut Związku Górnoślązaków-Bund der Oberschlesier z lutego 1919. Opisał tam współpracę tej organizacji z wielkim przemysłem górnośląskim. W sierpniu 1920 „Der Bund-Związek” zakwestionował współudział braci Reginków w stworzeniu koncepcji niepodległości Górnego Śląska, gdyż niemiecka prasa zarzucała Związkowi Górnoślązaków-Bund der Oberschlesier, iż został stworzony przez obóz polski, podając jako dowód właśnie postawę braci Reginków. „Der Bund-Związek” odpierał ataki: Jak najnowszy organ plebiscytowy "Oberschlesische Volksstimme" w nr 197 z dnia 5-go sierpnia błędnie donosi, miała myśl utworzenia wolnego państwa górnośląskiego powstać w głowie obecnie wielkopolskiego agitatora ks. kapelana Reginka i jego brata dawniejszego nauczyciela w seminarium nauczycielskim w Raciborzu Reginka. Na to odpowiadam […] ruch, który wyszedł z Tarnowskich Gór był ruchem, który wyszedł ze strony niemieckiej, w przeciwieństwie do ruchu zapoczątkowanego przez przewodnika powstańców polskich Pronobisa tudzież popieranego przez polityka polskiego, Reginka (które oba niezależnie od siebie i bez styczności z nami dążyły do tego samego celu, usamodzielnienia Górnego Śląska).

## W województwie śląskim
Po podziale Górnego Śląska w 1922 obydwaj bracia Reginkowie mieszkali w granicach Województwa Śląskiego, które zgodnie z ich intencjami otrzymało administracyjną autonomię w granicach II Rzeczypospolitej. W wyborach w 1922 ks. Tomasz Reginek uzyskał mandat posła Sejmu Śląskiego z ramienia Polskiego Stronnictwa Chrześcijańskiej Demokracji Wojciecha Korfantego oraz otrzymał funkcję naczelnika Wydziału Pracy i Opieki Socjalnej Urzędu Wojewódzkiego, zaś 22 lipca 1923 otrzymał godność proboszcza w Rybniku. Po śmierci pierwszego wojewody śląskiego Józefa Rymera, Polacy rozpoczęli politykę rugowania Górnoślązaków z funkcji publicznych. Ks. proboszcz Tomasz Reginek był oburzony, że po tych czystkach, poza nim zaledwie jeden rodowity Ślązak pełnił funkcję naczelnika. W 1924 ks. Tomasz Reginek jako ekspert od spraw socjalnych, na zlecenie Głównego Urzędu Emigracyjnego wyjechał w podróż po Brazylii, Chile, Boliwii i Peru, w celu zbadania możliwości emigrowania tam Polaków. W okresie międzywojennym był krytykowany przez polskie władze za odprawianie dwujęzycznych nabożeństw. Związek Obrony Kresów Zachodnich domagał się likwidacji mszy w języku niemieckim. Na łamach prasy protestował: "Dla kilku procent Niemców parafii rybnickiej urządza się te same nabożeństwa kościelne, co dla 94 procent parafian polskich. […] Tak dalej iść nie może".
W maju 1926 marszałek Józef Piłsudski dokonał w Warszawie wojskowego zamachu stanu. Jego efektem było objęcie funkcji wojewody śląskiego przez Michała Grażyńskiego. 20 września 1926 nowy wojewoda przybył do Rybnika na festyn ludowy i zawody przysposobienia wojskowego. Przy okazji wojewoda Grażyński odwiedził na plebanii ks. proboszcza Tomasza Reginka, któremu przedstawił "projekt reform społeczno gospodarczych w duchu autonomii śląskiej; przyrzekał naprawić błędy, popełnione przez poprzednika, przyciągając więcej śląską inteligencję do służby w administracji, obiecał opracować wspólnie z duchowieństwem plan polepszenia bytu śląskich warstw robotniczych. To były właśnie sprawy, które od początku autonomii śląskiej były na porządku dziennym, ale nigdy nie zostały rozwiązane". Podobnie było podczas kolejnej wizyty w grudniu 1926, gdy wojewoda przekazał 15 tys. zł na budowę kościoła w Golejowie. Przemawiając do mieszkańców tej miejscowości Michał Grażyński stwierdził, że „chętnie bawi między ludem śląskim, za który życie swoje chciał ofiarować, że chce, żeby lud ten był szczęśliwy”. Na początku kwietnia 1927 ks. proboszcz Reginek oficjalnie podejmował Grażyńskiego obiadem, a 8 maja gościł wojewodę na konsekracji kościoła w Golejowie. 
W listopadzie 1927 w Warszawie podjęto decyzję o opiece rządu nad górnośląskimi regionalistami w celu osłabienia ruchu separatystycznego. Wojewoda Grażyński zaczął od nobilitacji dialektów śląskich, chcąc przywrócić im składnik polskiej tożsamości ideologicznej, chociaż był zdecydowanym przeciwnikiem tzw. pośrednich grup językowych, jako „źródeł indyferentyzmu narodowego”. Jednak taktycznie posłużył się taką bronią w walce z opozycją i separatystami. Najzręczniejszym posunięciem Grażyńskiego było wysunięcie hasła „Śląsk dla Ślązaków” i zamknięcie Województwa Śląskiego (1926 okręg przemysłowy, 1932 Śląsk Cieszyński) dla napływu pracowników fizycznych z innych województw, co nie przeszkadzało mu w masowym sprowadzaniu tu pracowników umysłowych. Do obozu sanacyjnego przystąpił nie tylko ks. Tomasz Reginek, lecz również lider umiarkowanych Polaków z obozu „Katolika” – red. Adam Napieralski. Obydwaj zaproponowali wówczas liderowi Związku Śląskich Katolików – ks. Józefowi Londzinowi, zerwanie sojuszu z Korfantym i przejście do obozu wojewody Grażyńskiego. Lider polskich katolików na Śląsku Cieszyńskim uczynił to na początku roku 1928, zabierając ze sobą znaczną grupę zwolenników. Pozyskanie przez wojewodę części dotychczasowego zaplecza politycznego opozycji zaowocowało wzrostem popularności obozu sanacyjnego na Śląsku. Obietnice Grażyńskiego nie znalazły żadnego odzwierciedlenia w jego polityce. 
Po uwięzieniu Korfantego w twierdzy brzeskiej, ks. Tomasz Reginek zdecydowanie odciął się od sanacji i był jednym z pierwszych, który podpisał petycję, w której żądano uwolnienia lidera śląskiej opozycji. W 1931 ks. Tomasz Reginek został podniesiony przez biskupa Adamskiego do godności dziekana dekanatu rybnickiego. Jeszcze w maju 1928 roku rybnicki proboszcz został wydelegowany na Kongres Eucharystyczny do Sydney w Australii. Była to podróż dookoła świata, gdyż po drodze odwiedził: Egipt, Palestynę, Syrię, Irak, Indie, Cejlon i Indonezję. Natomiast w drodze powrotnej także wyspy Pacyfik (Fidżi, Samoa, Hawaje) oraz Stany Zjednoczone. W efekcie tej podróży, w 1936 w Gryfowie Ślaskim, ks. dziekan Tomasz Reginek wydał niemieckojęzyczną broszurę "Przez pięć kontynentów. Zjednoczenie lub upadek Europy". Po śmierci Korfantego w sierpniu 1939 Tomasz Reginek wycofał się z polityki, co ogłosił na łamach prasy.

## Lata II wojny światowej
Po agresji Niemiec na Polskę, we wrześniu 1939 ks. dziekan Reginek nie miał początkowo żadnych problemów. Władze wojskowe pozwalały mu nawet na wizytowanie parafii, opuszczonych przez kilku proboszczów. Sytuacja zmieniła się po trzech tygodniach, gdy zaczęło działać Gestapo. Mnożyły się wówczas denuncjacje, w wyniku których aresztowano wielu działaczy polskich i powstańców. Ks. Reginek pisał we wspomnieniach: „W naszym mieście było tak dużo denuncjatorów, że się temu dziwili sami gestapowcy. Kiedy z ambony wystąpiłem przeciw temu, grożąc klątwą i karą Bożą, tajna policja zaczęła nagonkę na mnie”. Wobec ks. Tomasza Reginka pierwotnie zastosowano areszt domowy, mógł on wprawdzie odprawiać nabożeństwa, lecz „dla własnego bezpieczeństwa” nie mógł opuszczać plebanii. Pod koniec listopada przesłuchiwano go w rybnickiej kwaterze Gestapo. Jak wspominał: „Wyliczyli mi wszystkie wystąpienia antyniemieckie, pokazali mi wszystkie wydane broszurki, wiedziałem, że przeprowadzili przez te wszystkie lata dokładną inwigilację mojej osoby”. Ks. dziekan Reginek bronił się, że nie może być wrogiem Niemców, skoro przez 16 lata probostwa traktował ich sprawiedliwie, natomiast jego działalność plebiscytowa jest objęta amnestią. W odpowiedzi usłyszał, że w opinii prokuratury jest winny zdrady stanu. W związku z tymi oskarżeniami oraz sygnałami o planowanym aresztowaniu, 4 grudnia 1939 potajemnie uciekł z plebanii i wyemigrował ze Śląska przez Babią Górę, Słowację, Węgry, Jugosławię i Włochy do Watykanu. Następnie z Watykanu przeniósł się do Francji, gdzie w 1940 w Paryżu obronił pracę doktorską. W latach 1940–1942 przebywał w Stanach Zjednoczonych, gdzie szkolił się w pilotażu. Kilka miesięcy z tego okresu spędził w Kanadzie. 
Od 1942 roku pełnił służbę w Szefostwie Duszpasterstwa Armii Polskiej na Wschodzie na stanowisku szefa biura świetlic katolickich. 
W 1960 roku Prezydent RP August Zaleski awansował go na dziekana w duchowieństwie wojskowym wyznania rzymskokatolickiego.

## Na emigracji
W latach 1946–1973 przebywał na emigracji w USA. Tam w międzyczasie wydał broszurę Ku wolności (Detroit 1950), a w 1957 zrzekł się formalnie probostwa w Rybniku. W 1952 w Londynie opublikowano jego wspomnienia "Proboszcz śląski", gdzie swoją postać opisał w trzeciej osobie. Autor ukrył się pod pseudonimem Tomasz Dobrzyński (od nazwy jego rodzinnego Dobrzynia Wielkiego, oficjalnie Dobrzeń Wielki). Ta autobiografia wyraźnie ukazuje jego ówczesne zdecydowanie narodowo-polskie poglądy, ugruntowane koszmarem II wojny światowej i śmiercią brata w obozie zagłady. Ks. infułat Tomasz Reginek zdążył jeszcze przed śmiercią wrócić na ojczysty Górny Śląsk i zmarł w Oleśnie 27 stycznia 1974 roku w wieku 86 lat. Został pochowany w rodzinnym grobowcu na cmentarzu przy kościele św. Rocha w Dobrzeniu Wielkim koło Opola. W ostatniej, napisanej u schyłku życia pracy Tomasza Reginka, wydanej już po jego śmierci, możemy przeczytać: "Patrząc z tak wiekowego punktu widzenia na kulturalny rozwój Europy, nie łączę się z pesymistami, którzy są skłonni przepowiadać Europie lub nawet całej ludzkości upadek, a nawet zniszczenie atomowe. (…) Rodzi się w Europie i na całym globie ziemskim to, co było w historii ludzkości marzeniem największych geniuszów i słynnych proroków – prawdziwa wspólnota gospodarczo-techniczna, społeczno-polityczna i moralno-religijna." Proroczo przewidział więc ks. infułat Reginek przyszłe zjednoczenie Europy – napisano w jego biografii.

## Publikacje
- Thomas Reginek, Życiowe elementy ewolucji kultury europejskiej, Wrocław 1912.
- Tomasz Reginek, Apostolstwo w Królestwie Chrystusowym, Kraków 1917.
- Oberschlesien – ein Selbständiger Freistaat, Katowice 1918.
- Aufruf zur Gründung eines selbständigen Freistaates Oberschlesien – Odezwa do utworzenia samoistnego wolnego Państwa Górnośląskiego, "Oberschlesische Kurier" z 19 grudnia 1918; "Oberschlesische Zeitung" 20 grudnia 1918.
- Thomas Reginek, Die Oberschlesische Frage. Ein Beitrag zu ihrer Geschichte und Lösung, Katowice 1920.
- Tomasz Reginek, Moralność a dobroczynność ludu śląskiego, Królewska Huta 1921.
- Tomasz Reginek, Przez pięć kontynentów. Zjednoczenie lub upadek Europy, Gryfia 1936.
- Tomasz Reginek, Ku wolności, Detroit-Michigan 1950.
- Tomasz Dobrzyński, Proboszcz śląski.Wspomnienia, Londyn 1952.